# Kazuo Ishiguro
Kazuo Ishiguro (japoneză 石黒一雄 Ishiguro Kazuo; n. 8 noiembrie 1954, Nagasaki, Japonia) este un scriitor britanic de origine japoneză, romancier, scenarist și nuvelist. În anul 2017 i s-a decernat Premiul Nobel pentru Literatură.

## Biografie
Ishiguro s-a născut la Nagasaki, Japonia și a locuit acolo până în 1960. Pe când el avea vârsta de cinci ani, familia sa s-a mutat în Anglia, unde tatăl său a lucrat ca ocenograf. Kazuo Ishiguro a crescut în Guildford, Surrey. Ishiguro a obținut diploma de licență la Universitatea din Kent în 1978 și diploma de masterat la Universitatea din East Anglia lui în 1980.
Ishiguro este unul dintre cei mai renumiți autori de ficțiune contemporani din lumea anglofonă, fiind nominalizat de patru ori la Premiul Booker Man, pe care l-a câștigat în 1989, cu romanul The Remains of the Day. În 2008, The Times l-a clasat pe Ishiguro pe locul al 32-lea în lista „celor mai mari 50 de scriitori britanici din 1945 încoace”.
Al șaptelea roman al său, Uriașul îngropat, a fost publicat la 3 martie 2015 în Statele Unite și Marea Britanie.
În 2017 i-a fost decernat Premiul Nobel pentru Literatură pentru că „în romane cu mare putere emoțională, a dezvăluit abisul din spatele senzației noastre iluzorii de conectare la lume”.
Primele trei romane sunt niște capodopere ale literaturii universale, aparținând stilului Internațional, o sinteza pan+umană la nivelul însingurat al individului.

## Lucrări scrise

### Romane și povestiri
- A Pale View of Hills. London 1982.
  - rom.: Amintirea palidă a munților, Ed. Polirom, 2017; ISBN 978 973 46 7127 4
- An Artist of the Floating World. London 1986. 
  - rom.: Un artist al lumii trecătoare, Ed. Polirom, 2013, ISBN 9789734634958
- The Remains of the Day. London 1989. 
  - rom.: Rămășițele zilei, Ed. Polirom, 2012, ISBN 9789734630875
- The Unconsoled. London 1995.
- When We Were Orphans. London 2000. 
  - rom.: Pe cind eram orfani, Ed. Polirom, 2017, ISBN 9789734668151
- Never Let Me Go. London 2005.
  - rom.: Să nu mă părășești, Ed. Polirom, 2011, ISBN 978-9734620203
  - rom.: Să nu mă părășești, Ed. Polirom, 2017, ISBN 9789734671281
- Nocturnes: Five Stories of Music and Nightfall. London 2009. 
  - rom.: Nocturne. Cinci povesti despre muzica si amurg , Ed. Polirom, 2017, ISBN 9789734671267
- The Buried Giant. Faber, London 2015. / Uriașul îngropat

## Scenarii de film
- The Saddest Music in the World (2003)
  - ro.: Cea mai tristă muzică din lume
- The White Countess (2005)
  - ro.: Contesa de gheață

## Premii
- 1986: Whitbread Book Award pentru An Artist of the Floating World
- 1989: Booker Prize pentruThe Remains of the Day
- 1993: American Academy of Arts and Sciences
- 1995: Officer, Order of the British Empire
- 1998: Ritter, Ordre des Arts et des Lettres
- 2017: Premiul Nobel pentru Literatură

## Legături externe
- Kazuo Ishiguro's archive resides at the Harry Ransom Center at The University of Texas at Austin
- Faber and Faber page on Ishiguro
- Dialogue between Kazuo Ishiguro and Kenzaburo Oe Arhivat în 11 mai 2015, la Wayback Machine.
- Hunnewell, Susannah (2008). „Kazuo Ishiguro, The Art of Fiction No. 196”. The Paris Review.
- Richards, Linda (octombrie 2000). „January Interview: Kazuo Ishiguro”.
- 2005 interview with Ishiguro in Sigla Magazine
- 2006 Guardian Book Club podcast with Ishiguro by John Mullan
- 1989 "A Case of Cultural Misperception," a profile at the New York Times by Susan Chira
- 2005 "Living Memories," a profile at The Guardian by Nicholas Wroe
- NHK WORLD (December 2017). Exclusive Interview with Kazuo Ishiguro